# Martin Espernberger
Martin Espernberger (Linz, 20 de diciembre de 2003) es un deportista austríaco que compite en natación, especialista en el estilo mariposa. Ganó una medalla de bronce en el Campeonato Mundial de Natación de 2024, en la prueba de 200 m mariposa.

Estudió Ingeniería eléctrica en la Universidad de Tennessee.

## Palmarés internacional
| Campeonato Mundial | Campeonato Mundial | Campeonato Mundial | Campeonato Mundial |
| Año                | Lugar              | Medalla            | Prueba             |
| ------------------ | ------------------ | ------------------ | ------------------ |
| 2024               | Doha (Catar)       | Medalla de bronce  | 200 m mariposa     |